# Coptosia chehirensis
Coptosia chehirensis är en skalbaggsart som först beskrevs av Stefan von Breuning 1943.  Coptosia chehirensis ingår i släktet Coptosia och familjen långhorningar. Inga underarter finns listade i Catalogue of Life.